# Кантар (риба)
Кантар (Spondyliosoma cantharus) — риба родини спарові (Sparidae).

## Розповсюдження
Розповсюджений у Східній Атлантиці — від Скандинавії до Північної Намібії. Зустрічається у Гібралтарі, Середземному та (дуже рідко) Чорному морях, також біля Канарських островів, Мадейри, Кабо-Верде.

## Будова
Довжина до 60 см, зазвичай близько 30 см, вага до 1,2 кг. Тіло високе, сплощене з боків. Бічна лінія добре розвинена. Спинний плавець довгий, складається з 11 колючих променів та 11 — 13 м'яких. Очі великі. Нижня щелепа довша за верхню, зуби невеликі, тонкі. Забарвлення варіює, у дорослих особин зазвичай сріблясто-сіре з поздовжніми темними смугами.

## Спосіб життя
Бентопелагічна зграйна риба, зустрічається на глибинах від 5 до 300 м. Надають перевагу кам'янистим або вкритим водною рослинністю ґрунтам. Всеїдні, живляться водоростями та дрібними безхребетними, зазвичай ракоподібними. Нерест у квітні — травні. Ікра відкладається на ґрунт.

## Значення
Важлива промислова риба.